# Javi Moyano
Javier 'Javi' Moyano Lujano (ur. 23 lutego 1986 w Jaén) – hiszpański piłkarz występujący na pozycji obrońcy w Realu Valladolid.